# Oncocitoma
O oncocitoma é um tumor usualmente benigno que afeta rins, tireoide ou glândulas salivares. Esse grupo de neoplasias recebe esse nome por ser composto de células epiteliais eosinofílicas com grande número de mitocôndrias (oncócitos).

## Sinais e sintomas
A maioria dos casos de oncocitomas renais são assintomáticos, descobertos incidentalmente em uma tomografia ou ultrassom do abdômen. Alguns dos possíveis sintomas incluem: hematúria, dor abdominal, hipertensão e uma massa abdominal.
Em glândulas salivares, usualmente se apresenta como uma massa assintomática, raramente bilateral ou múltipla, e em casos raros síncrona com um tumor de Warthin ou carcinoma ex-adenoma pleomórfico.

## Aspectos radiográficos e histológicos
Os oncocitomas não possuem aspectos radiológicos característicos quando afetam os rins, onde se assemelham a qualquer outro tumor renal de crescimento lento, ou na tireoide, onde se assemelham ao adenoma folicular. Nas glândulas salivares, possui achados que são característicos: na ressonância magnética, é hipointenso em T1 e isointenso em T2 comparado ao tecido glandular normal, assim como na tomografia computadorizada apresenta um aspecto mais hiperdenso da parte tumoral com presença de um componente cístico hipodenso.

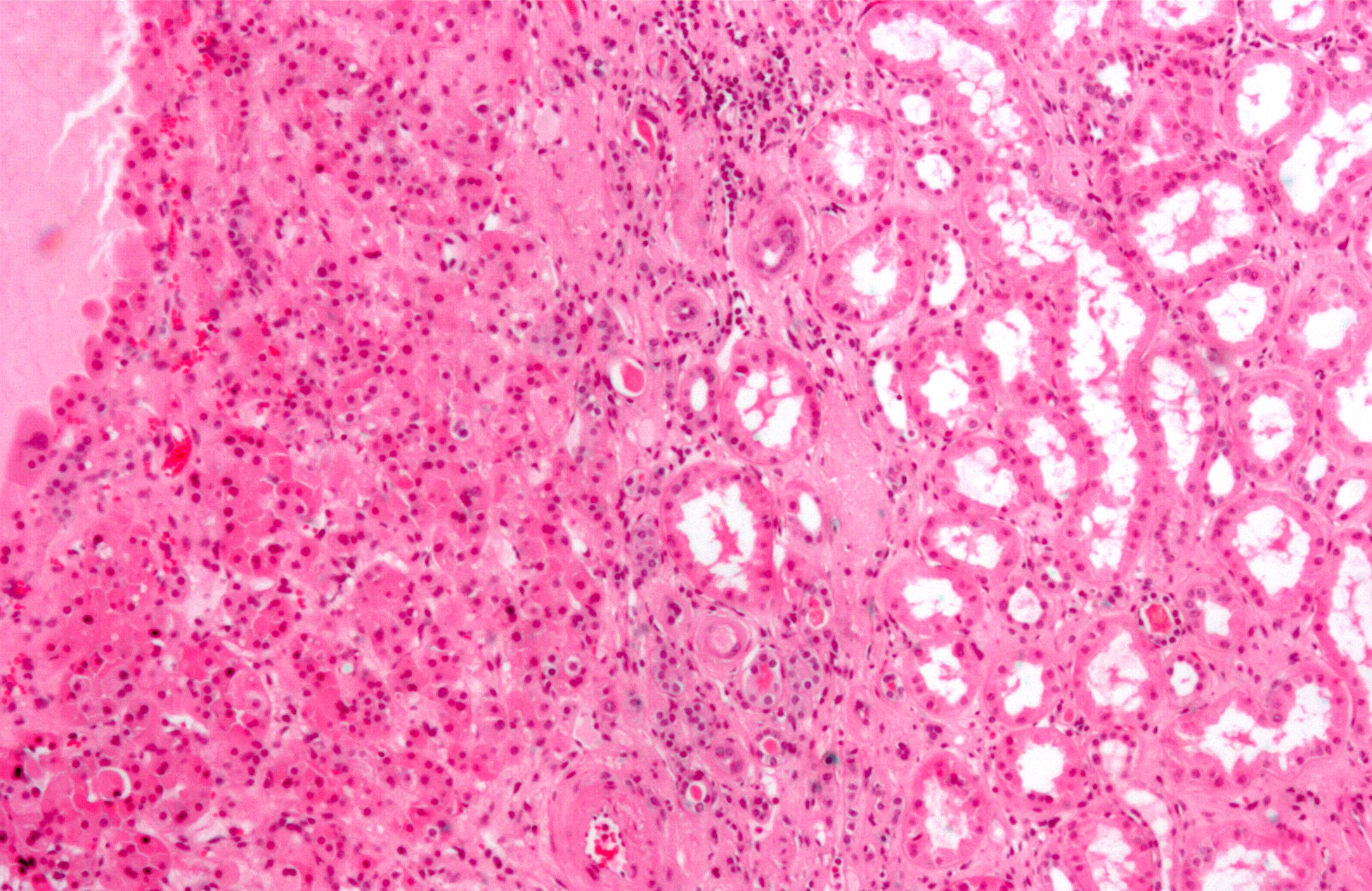
Oncocitoma renal (à esquerda) visto ao microscópio. Observa-se núcleos aumentados e o citoplasma se tinge de rosa escuro (por eosinofilia).

O oncocitoma renal é caracterizado pela presença de células epiteliais grandes e intensamente eosinofílicas, organizadas em um estroma de ilhotas em meio ao tecido conjuntivo frouxo; outros padrões arquiteturais incluem tubular, microcístico, macrocístico e sólido. Mitoses são raras e não há mitoses atípicas, sem presença de necrose coagulativa e, alguns dos oncocitomas renais podem ter invasão perivascular ou no tecido adiposo perirrenal, ainda que seja benigno.
Em glândulas salivares, o aspecto de células epiteliais eosinofílicas (oncócitos) se mantém, com a presença de células claras em organização de lençol, trabéculas, ácinos ou folicular. O estroma é mais vascular e pode haver presença de células claras, corpos de psamoma ou cristais de tirosina, mas sem mitoses ou elastose.
Na tireoide, também é rico em oncócitos (>75%) em uma arquitetura folicular, trabecular, sólida ou papilar, com atipia nuclear e presença de células claras. Ele pode ter calcificações psamomatosas-like sem laminação, diferentemente do carcinoma papilar. Ao contrário de em outras partes do corpo, o oncocitoma de tireoide (também chamado de tumor de células de Hürthle) existe dentro de um espectro mais tênue de malignidade ou benignidade: a atipia nuclear ou mitoses, assim como o pleomorfismo das células, não classifica esse tumor como maligno; a malignidade é definida pela presença de invasão capsular ou vascular.
O oncocitoma benigno, ou adenoma oncocítico de tireoide, é um tumor bem encapsulado por uma cápsula delgada. Já o carcinoma oncocítico possui uma cápsula espessa com invasão das células malignas, arquitetura sólida ou trabecular, células menores com uma razão núcleo/citoplasma maior, e maior número de mitoses.

## Causas
O oncocitoma renal está associado a mutações patogênicas da mitocôndria, que agem como mecanismos de supressão tumoral impedindo a progressão do tumor ao tornarem a respiração celular deficiente: o rearranjo de CCDN1 (translocação 11q13) ou aneuplodia dos cromossomos Y e 1 são frequentes.
Em glândulas salivares, até 20% dos casos são associados com radioterapia de cabeça e pescoço ou exposição à radiação, mas pode ocorrer na trissomia do cromossomo 7 ou na síndrome de Birt-Hogg-Dubé.
Sua etiologia para a tireoide é desconhecida, mas sabe-se que está relacionado a aneuploidias e deleção ou mutação do DNA mitocondrial para a fosforilação oxidativa, assim como mutações dos genes TP53 e PTEN.

## Epidemiologia
Representam 5-9% dos tumores renais, com predileção por homens (2:1) e com idade média ao diagnóstico de 60 anos.
Oncocitomas de glândulas salivares são raros, representando entre 1-2% de todas as neoplasias de glândula salivar. Afetam principalmente a parótida, mas também podem afetar a glândula submandibular e glândulas salivares menores. A idade média ao diagnóstico também é de 60 anos.
Na tireoide, é mais comum em homens e na sexta década de vida.

## Diagnóstico
O diagnóstico desses tumores se dá pelo exame anatomopatológico. A imuno-histoquímica pode auxiliar no diagnóstico diferencial:
- Oncocitoma renal:[2][10][11][12][13][14]
  - Positivo para CD117, e-caderina, S100A1, PAX8, CAM 5.2 e pancitoqueratina, negativo para CK7, AMACR, CAIX, vimentina, HMB45, melanA, CK20, ferro coloidal;
  - Diagnóstico diferencial com carcinoma de células renais eosinofílico e carcinoma de células renais cromofóbico.
- Oncocitoma de glândulas salivares:[3][15][16][17]
  - Positivo para PTAH, CK5/6, CK8/18, CK10/13, EMA, Ki67, p63, HPV, CEA, GFAP e S100, negativo para marcadores mioepiteliais como actina de músculo liso e calponina;
  - Diagnóstico diferencial com carcinoma oncocítico, metaplasia oncocítica, oncocitose, tumor de Warthin e metástases de carcinoma de células renais ou de próstata.
- Tumor de Hürtle (oncocitoma de tireoide):[1]
  - Positivo para tiroglobulina, TTF1 e CK7, negativo para CK20;
  - Diagnóstico diferencial com tireoidite de Hashimoto, carcinoma medular, carcinoma papilar de tireoide e bócio nodular.

## Prognóstico e tratamento

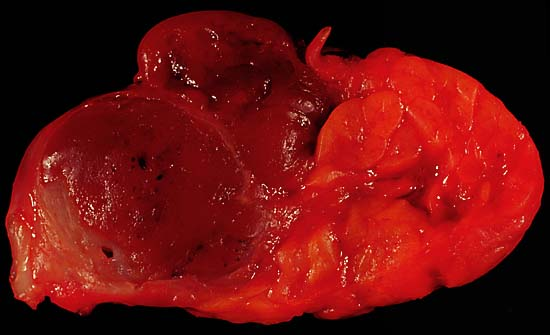
Oncocitoma em glândula submandibular após remoção total da glândula. À esquerda, observa-se a massa tumoral de cor escurecida, característica do oncocitoma, comparada à coloração mais clara do tecido glandular normal à direita.

O prognóstico dos oncocitomas tende a ser favorável: a ressecção cirúrgica tende a ser curativa e a recidiva rara, apesar do risco de recidiva tardia. A exceção é o oncocitoma de tireoide: embora o adenoma oncocítico seja benigno e não tenha recidiva após ressecção, o carcinoma oncocítico é mais agressivo que o carcinoma folicular, tendo alto risco de recidiva local, disseminação linfonodal e metástase, e extensão extratireoideal. A mortalidade do oncocitoma de tireoide, portanto, varia entre 10 a 80%: fatores que pioram o prognóstico incluem idade avançada, tumor maior que 4 cm e invasão perivascular significativa.